# Rivière Dadu (Taïwan)
Pour les articles homonymes, voir Dadu.
La rivière Dadu, également connue sous d'autres noms, est une rivière qui court sur l'île de Taïwan. 

## Noms
La rivière Dadu doit son nom à un ancien port situé près de son embouchure, aujourd'hui administré par le district de Dadu à Taichung. 
Elle est aussi connue sous le nom de rivière Noire, qui est un calque de son nom Hokkien. La même appellation apparaît en anglais en tant que rivière Wu, qui est le pinyin de sa prononciation en Mandarin. Elle reçut ce nom de ces innombrables oiseaux aux ailes noires qui avaient l'habitude de vivre le long de la rivière.
La rivière traverse la municipalité de Taichung, le comté de Changhua et le comté de Nantou sur une distance de 119 km,,. Elle forme la 6ème plus longue rivière de l'île de Taïwan et la 4ème en termes de zone de drainage. 

### Citations
1. ↑  « GeoNames Search », Geographic Names Database, National Geospatial-Intelligence Agency, USA (consulté le 1er mai 2016)
2. ↑  EB (1879).
3. ↑  Huang (2016).
4. ↑  The Republic of China Yearbook 2015, Executive Yuan, 2015, 40–53 p. (ISBN 978-986-04-6013-1, lire en ligne), « Geography & demographics »
5. ↑  (zh) « Wu River » [archive du 15 avril 2016], Water Resources Agency, Ministry of Economic Affairs (consulté le 1er mai 2016)
6. ↑  « Geographic Location », About Changhua, Changhua County Government, 14 mars 2012 (consulté le 1er mai 2016)